# Зборовский, Анджей
Анджей Зборовский (ок. 1525—1598) — государственный и военный деятель Речи Посполитой, мечник великий коронный (1570), маршалок надворный коронный (1574—1589), каштелян саноцкий (1580) и бецкий (1590), староста радомский.

## Биография
Происходил из знатного польского магнатского рода Зборовских герба «Ястржембец». Сын каштеляна краковского Мартина Зборовского (1492—1565) и Анны Конарской (ок. 1499—1575). У него было шесть братьев и шесть сестер. В отличие от остальных братьев, отказался от кальвинизма и перешел в католицизм.
В 1570 году Анджей Зборовский был назначен мечником великим коронным. В 1574 году вместе с братьями поддержал кандидатуру французского принца Генриха Анжуйского на польский королевский престол. В награду за услуги новый король Речи Посполитой в 1574 году назначил Анджея Зборовского маршалком надворным коронным. В 1576 году подедржал кандидатуру трансильванского князя Стефана Батория, но затем перешел в прогабсбургский лагерь.
Противник канцлера великого коронного Яна Замойского, выдвиженца и сподвижника Стефана Батория. В 1588 году Анджей Зборовский возглавил военную экспедицию австрийского эрцгерцога Максимилиана Габсбурга в Польшу. В январе 1588 года в битве под Бычиной в Силезии был разгромлен и захвачен в польский плен.

## Семья
В 1574 году женился на Барбаре Иордан (ум. 1605), от брака с которой имел трёх сыновей и трёх дочерей:
- Мартин Дерслав Зборовский (ум. 1613)
- Спытко Зборовский (ум. 1608)
- Анджей Зборовский (ок. 1583—1630), староста освенцимский (1618)
- Елена Зборовская, жена Ежи Стефана Нимста
- Катаржина Зборовская, 1-й муж Стефан Святополк Болестрашицкий, 2-й муж Войцех Грохольский
- Марианна Зборовская, жена Криштофа Веделя Тужинского.